# 闵浦二桥
闵浦二桥，即沪闵路－沪杭公路越江工程，原名西渡大桥或奉浦二桥，是上海市的一座公路、轨道交通两用双层桥梁，为独塔双索斜拉桥形式；由上海市城市建设设计研究院所設計，武汉中铁大桥局集團承建。北接沪闵路，南連沪杭公路，是黃浦江上第九座大桥。上层（公路层）于2010年5月21日通车，下层（轨道交通5号线）于2018年12月30日开通运营。
該橋北岸起自闵行区东川路以北，沿沪杭公路到奉贤区西渡镇西闸路以南落地，全长约5.8公里，距奉浦大桥约1.7公里。主桥全长436.55米，主跨长251.4米，轨道交通与公路叠合段长度为3.2公里。上层为双向四车道二級公路，寬度18米，不设人行道、非机动车道；下层为轨道交通5号线南延伸段，为电气化复线城市轨道交通。主桥设计为按300年一遇防洪标准，最高通航水位4.41米，最大通行3000吨级杂货船设计。

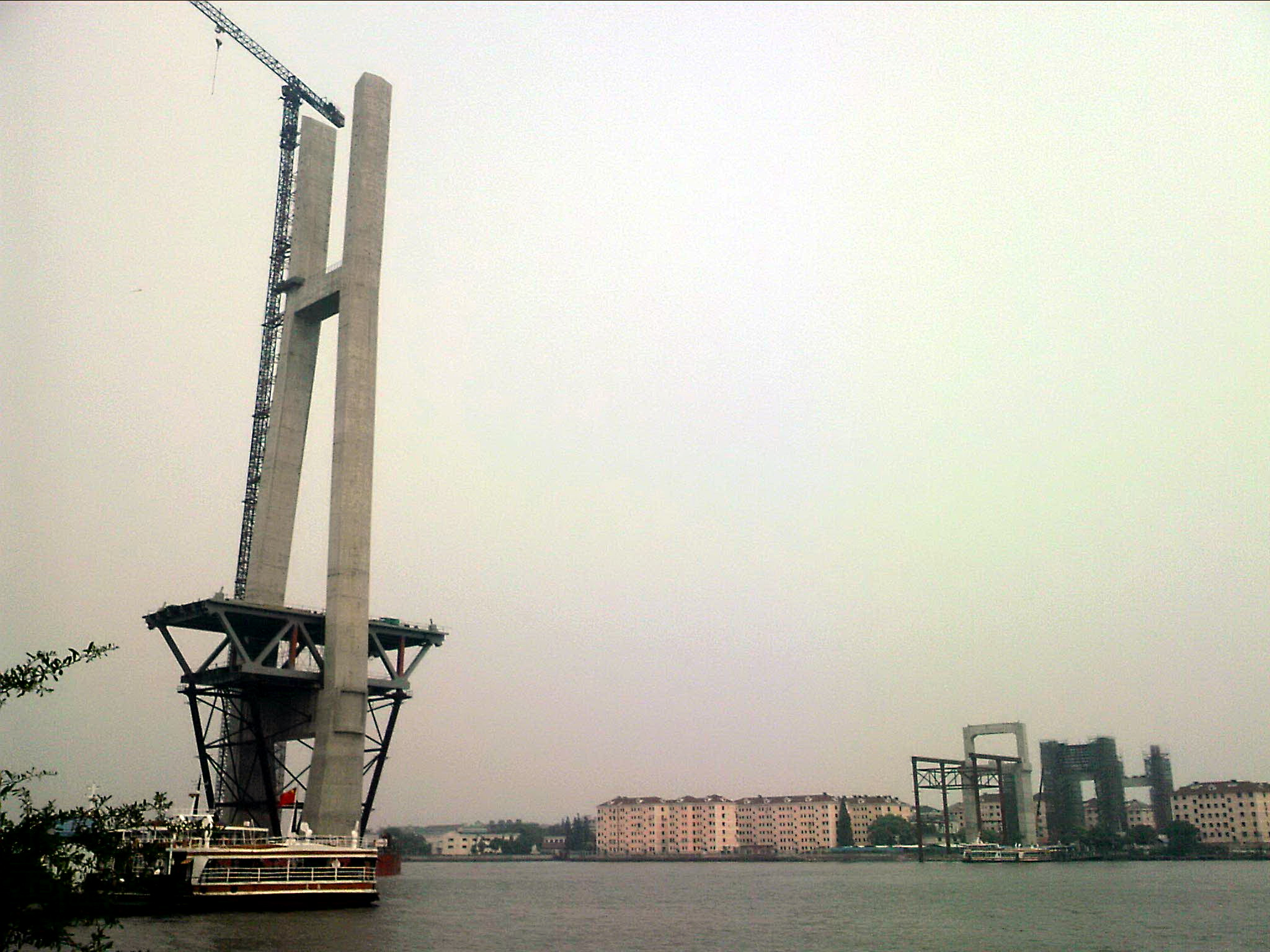
建设中的闵浦二桥，摄于2009年6月5日
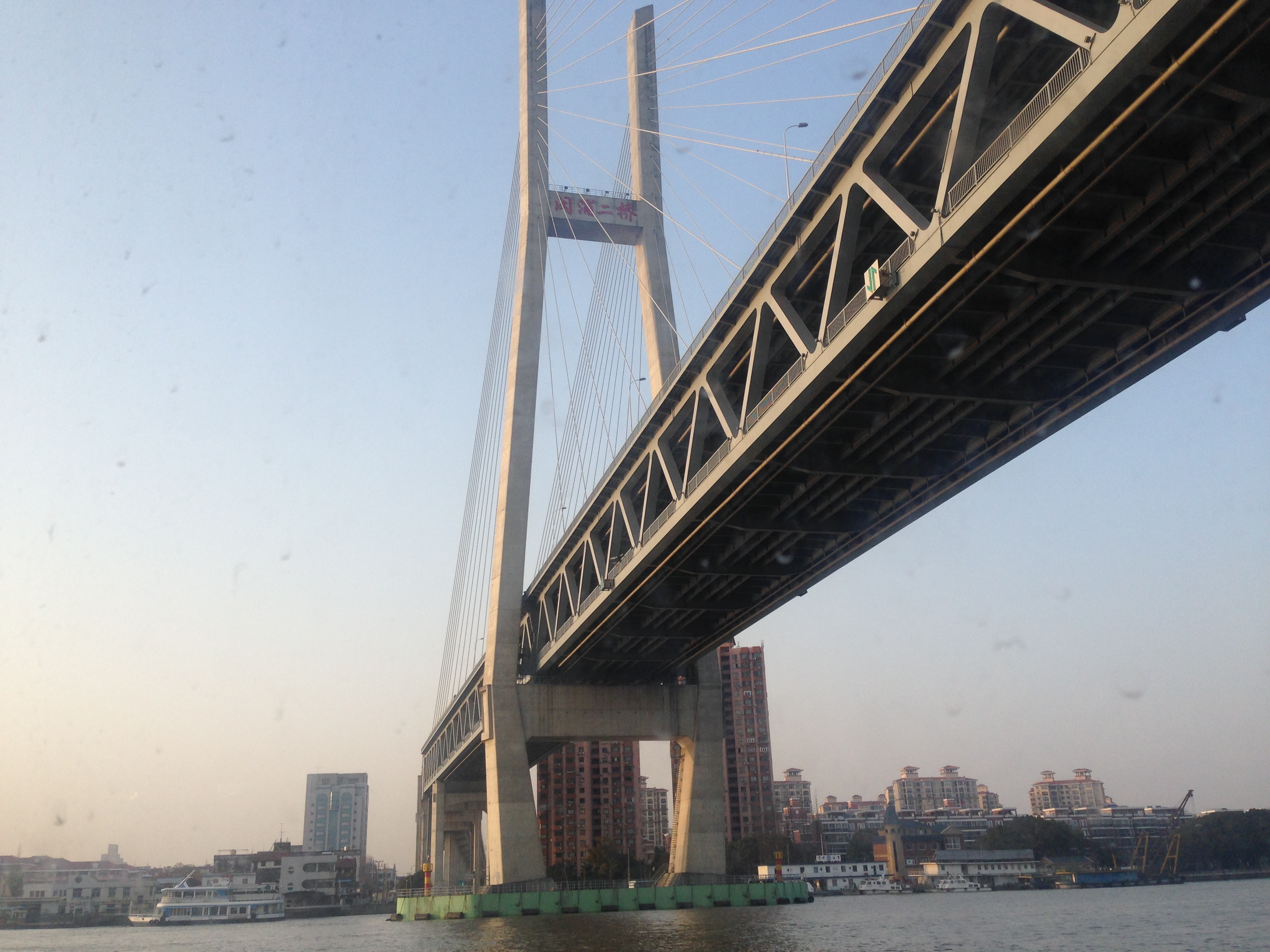
从桥下轮渡看闵浦二桥
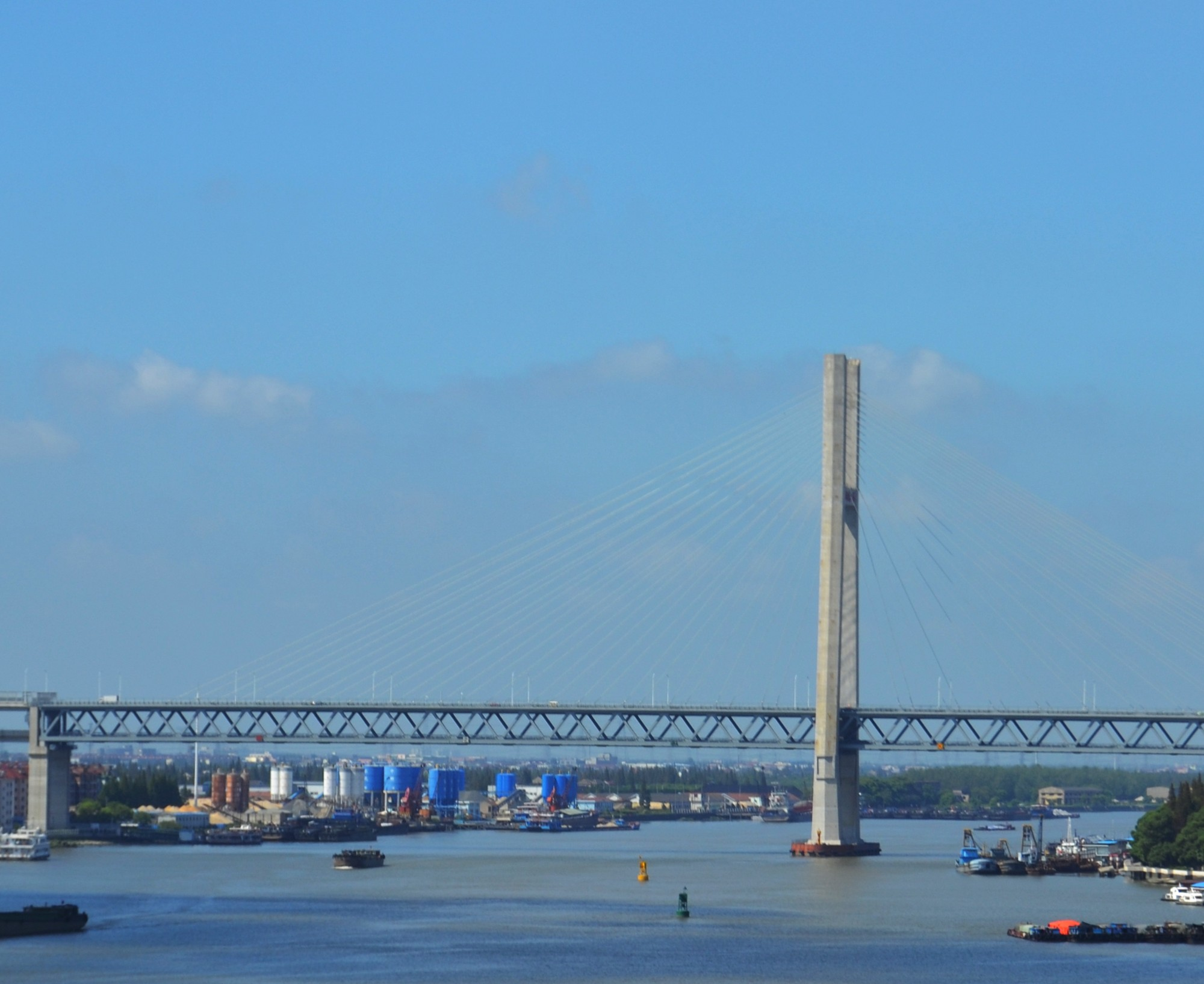
从黄浦江上看闵浦二桥

## 争议
下层5号线由于在试运行期间收到浦江大楼居民投诉噪音问题，列车在桥上限速20km/h运行；但地铁乘客投诉行车过慢，希望提速。